# George Kay
George Kay (21 de septiembre de 1891, Mánchester, Inglaterra - 18 de abril de 1954, Liverpool, Inglaterra) fue un jugador de fútbol inglés y entrenador del Luton Town, Southampton y Liverpool.
Como jugador capitaneó al West Ham United en la primera final de la FA Cup jugada en Wembley, la final del caballo blanco, en 1923.
Fue entrenador del Liverpool durante 15 temporadas y los guio al título de 1947, el primero jugado luego de la Segunda Guerra Mundial.

## Clubes

### Como jugador
| Club             | País       | Año       |
| ---------------- | ---------- | --------- |
| Bolton Wanderers | Inglaterra | 1911      |
| Distillery       | Irlanda    | 1911-1915 |
| West Ham United  | Inglaterra | 1919-1926 |
| Stockport County | Inglaterra | 1927      |

### Como entrenador
| Club        | País       | Año       |
| ----------- | ---------- | --------- |
| Luton Town  | Inglaterra | 1929-1931 |
| Southampton | Inglaterra | 1931-1936 |
| Liverpool   | Inglaterra | 1936-1951 |